# Aal grün

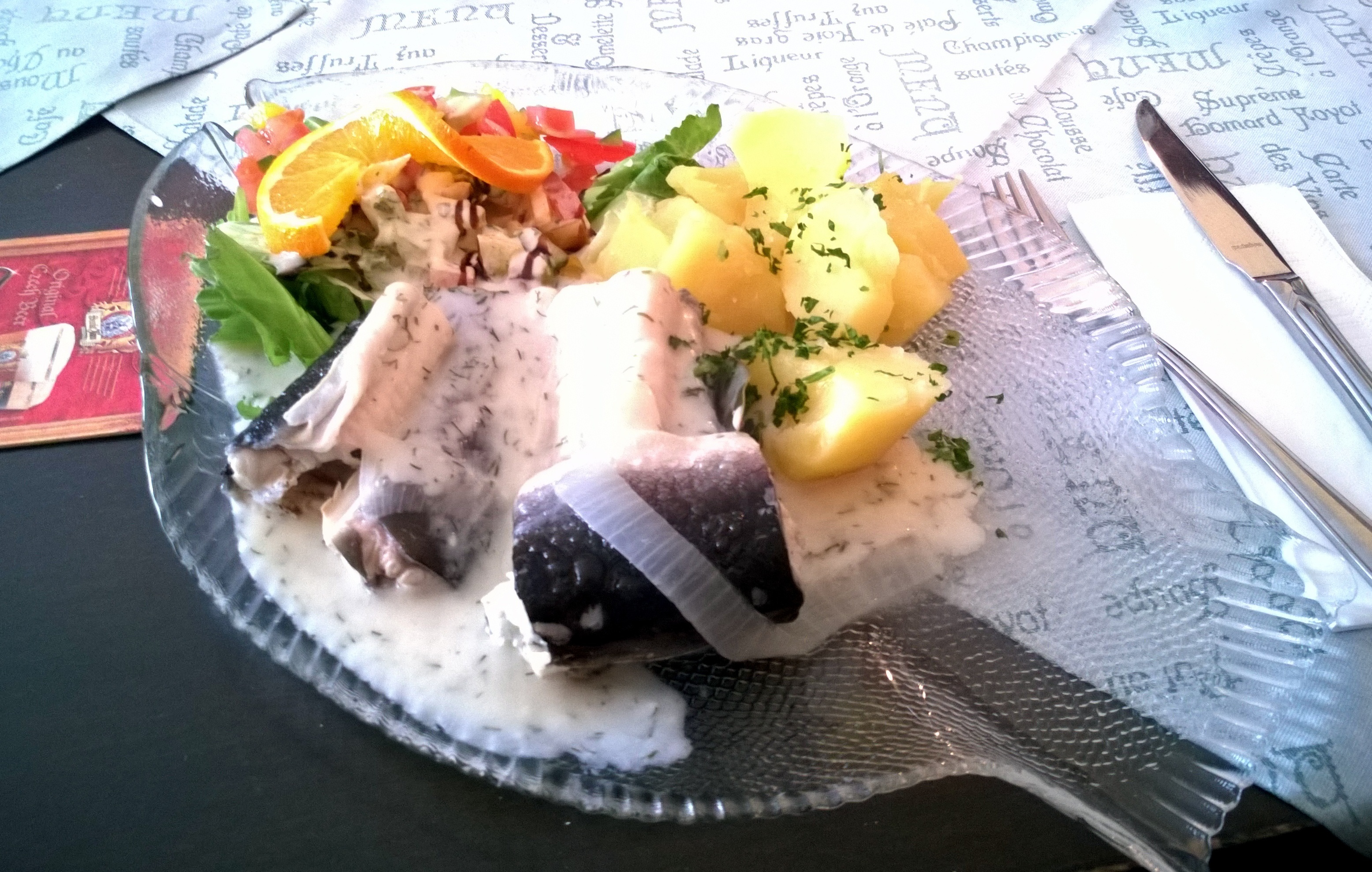
Aal grün

Aal grün ist ein Fischgericht aus gekochtem Aal mit Spreewaldsauce, einer hellen Kräutersauce – daher die Bezeichnung „grün“. Er gehört zu den traditionellen Spezialitäten der Berliner Küche, ist aber auch in ganz Norddeutschland verbreitet. Ähnliche Gerichte werden auch aus den anderen, in der Umgebung Berlins beziehungsweise in Norddeutschland heimischen Fischen wie Hecht oder Zander zubereitet.
Zur Zubereitung wird Wasser mit Salz, Essig und einem Stück Brühwürfel, mit Petersilienwurzel, Möhre, Zwiebel, Lorbeerblatt, Salbei, Estragon, Petersilie und Dill zum Kochen gebracht. Der gehäutete, gewaschene und in Stücke geschnittene Aal wird in diesem Sud gar gekocht. Dann werden die Aalstücke warmgestellt. Für die Sauce rührt man Mehl in zerlassene Butter ein und lässt es hellgelb werden, gießt Aalbrühe und Sahne hinzu, rührt das Ganze mit einem Schneebesen glatt und lässt es einige Minuten kochen. Schließlich wird die Sauce mit Salz, Pfeffer und Zitronensaft abgeschmeckt und es werden gehackte Petersilie und feingeschnittener Dill hinzugefügt. Dann wird die Sauce über die Aalstücke gegeben. Dazu gibt es Gurkensalat.
Nach einer anderen Zubereitungsart wird Wasser zum Kochen gebracht, man gibt Salz, Essig und Salbeiblätter hinein und lässt den ausgenommenen, in Stücke geschnittenen Aal darin langsam weichkochen. Aus Butter und Mehl wird eine helle Mehlschwitze hergestellt, es wird Aalbrühe aufgegossen und das Ganze mit dem Schneebesen glattgerührt. Die so erhaltene Sauce wird mit Sahne und Eigelb legiert und mit Zitronensaft, Salz, Pfeffer und einer kleinen Prise Zucker pikant abgeschmeckt. Um die frische grüne Farbe der Sauce zu erhalten, werden gehackte Petersilie und geschnittene Dillspitzen erst kurz vor dem Anrichten untergezogen. Man entfernt nun die Haut vom Aal, richtet ihn auf Tellern an und gibt die frische Sauce darüber. Als Beilage werden Schwenk- oder Petersilienkartoffeln und Gurkensalat gereicht.